# Asplenia chloridina
Asplenia chloridina är en fjärilsart som beskrevs av George Francis Hampson 1926. Asplenia chloridina ingår i släktet Asplenia och familjen nattflyn. Inga underarter finns listade i Catalogue of Life.